# Проспект Князя Володимира (Біла Церква)
Проспект Князя Володимира — проспект у місті Біла Церква.

## Розміщення
Починається від Соборної площі і плавно переходить у вулицю Леваневського. Названий на честь батька засновника міста Ярослава Мудрого — Володимира Великого. Незважаючи на розміщення в центрі міста, серед забудови проспекту переважає приватний сектор, який переростає у багатоповерхівки у районі Штабної (перехрестя з вулицями Павліченка та Шевченка). Вулиця закінчується на наземній естакаді, яка з'єднує масив Леваневського з рештою міста.

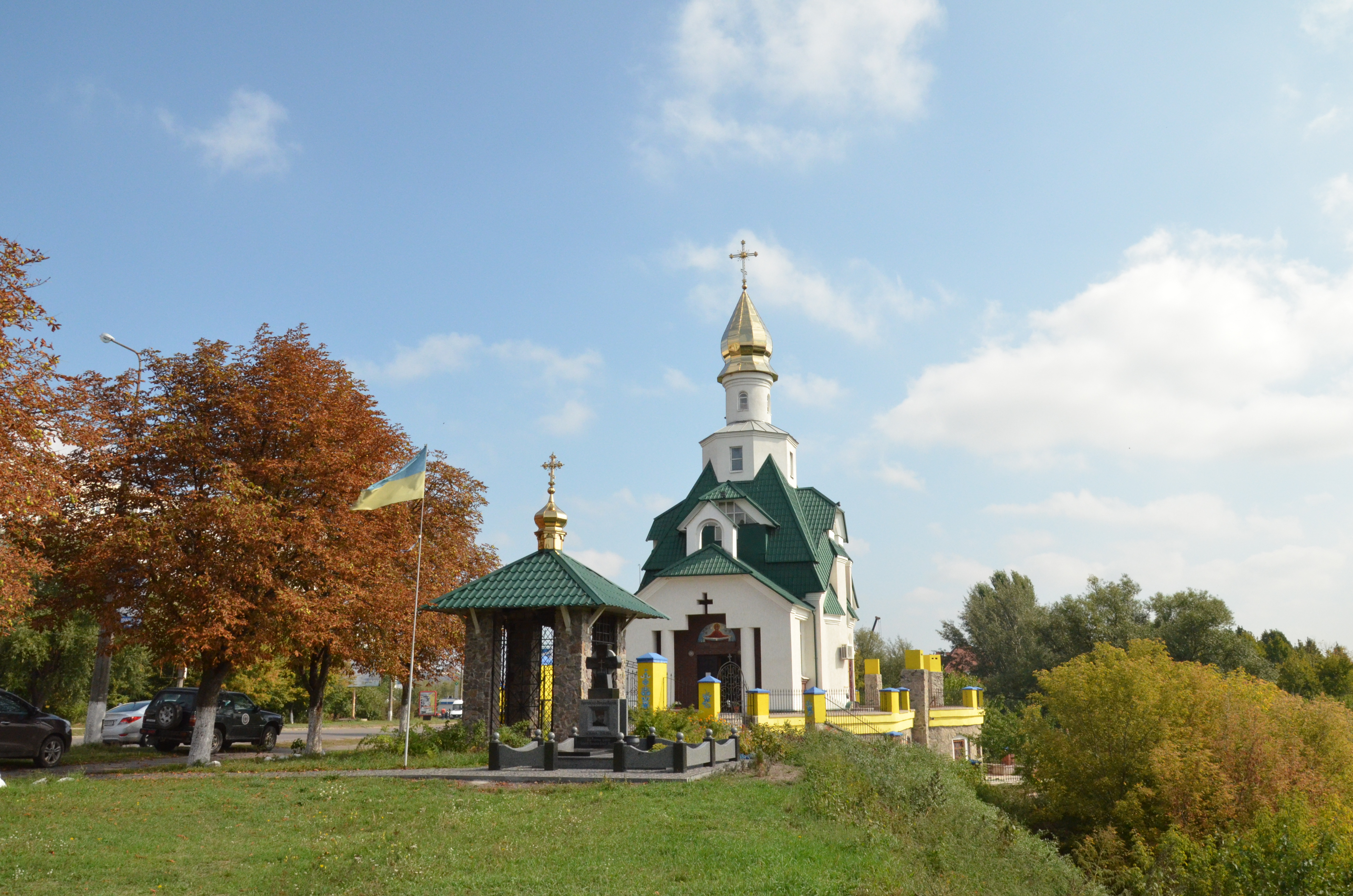
Церква Покрови Божої матері

## Об'єкти
- Церква Покрови Божої матері УПЦ КП [1]
- Школа мистецтв № 4 (буд. 3) [2]